# Radioflash
Radioflash és un thriller nord-americana del 2019 dirigida per Ben McPherson i protagonitzada per Brighton Sharbino, Dominic Monaghan, Will Patton, Fionnula Flanagan i Miles Anderson. Ha estat doblada i subtitulada al català.

## Repartiment
- Brighton Sharbino com a Reese
- Dominic Monaghan com a Chris
- Will Patton com a Frank
- Fionnula Flanagan com a Maw
- Miles Anderson com a Farmer Glenn
- Michael Filipowich com a Bill
- Kyle Collin com a Quinn

## Recepció
John Defore, de The Hollywood Reporter, va escriure: "Si els perills s'inclinen cap a l'esgarrifós, la pel·lícula mai perd de vista el seu punt final ni cedeix als horrors que amenaça. De manera insatisfactòria, conclou amb un pla amb gust tecnològic que podria insinuar ambicions més grans per al que sembla una aventura autònoma." Dennis Harvey de Variety va anomenar la pel·lícula "una barreja conceptual poc convencional, tot i que una mica frustrant i de vegades tediosa".
Noel Murray, del Los Angeles Times, va escriure que "tenint en compte com són visualment inventius i inusuals els primers cinc minuts de la pel·lícula, és decebedor que, en la seva última mitja hora, es converteixi essencialment en una escena de persecució sense distinció rere una altra". Jeannette Catsoulis de The New York Times va escriure que la pel·lícula "és només una mica més emocionant que un tast de vins de mitjana qualitat".